# William B. Widnall
William Beck Widnall, född 17 mars 1906 i Hackensack i New Jersey, död 28 december 1983 i Ridgewood i New Jersey, var en amerikansk politiker (republikan). Han var ledamot av USA:s representanthus 1950–1974.
Kongressledamot J. Parnell Thomas avgick 1950 och efterträddes av Widnall. Han besegrades i kongressvalet 1974 av Andrew Maguire. Widnall avgick sedan något före mandatperiodens slut.